# 飛ノ台貝塚

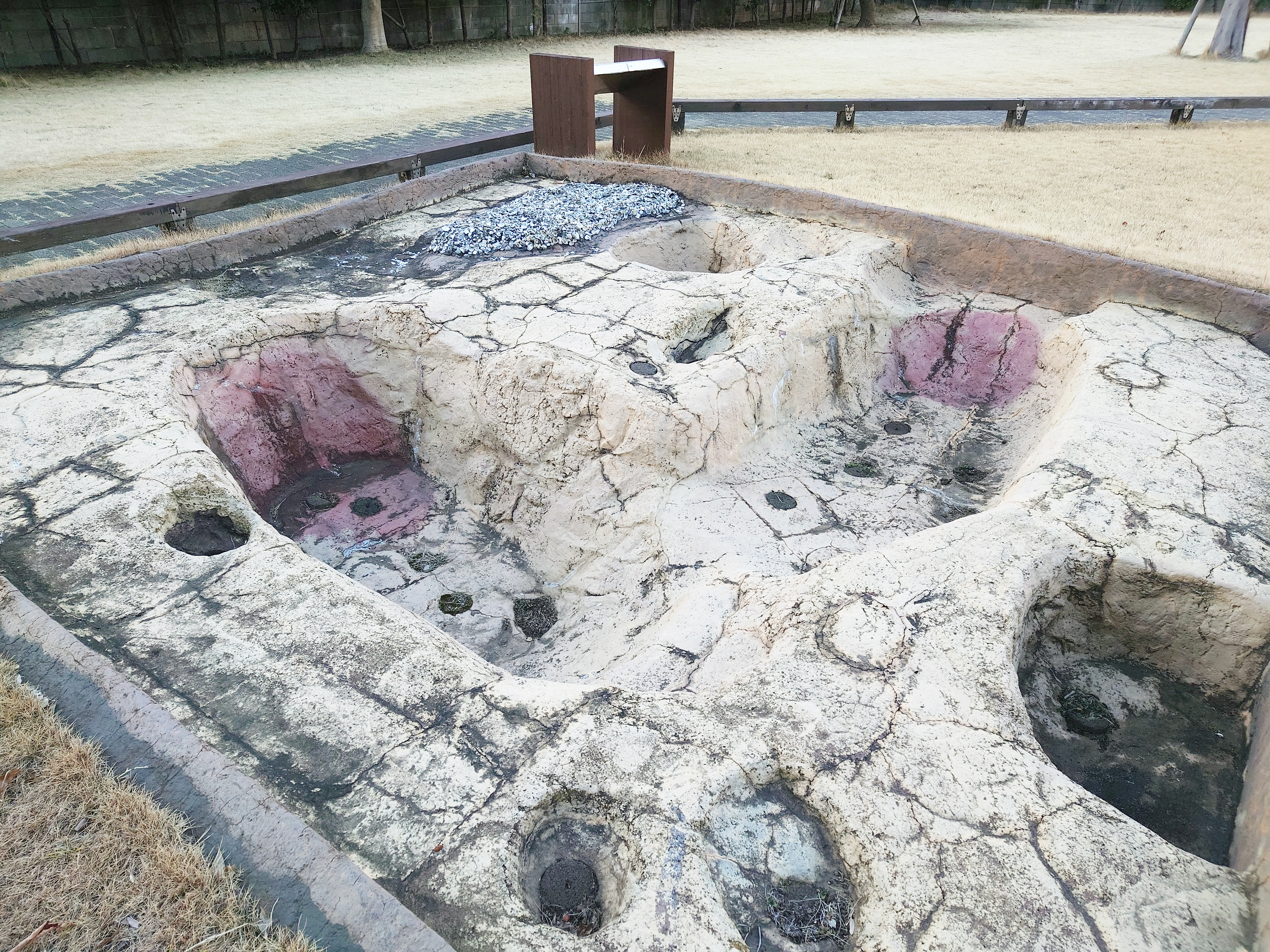
飛ノ台史跡公園内に復元設置された縄文時代早期の炉穴遺構。

飛ノ台貝塚（とびのだいかいづか）は、千葉県船橋市海神に所在する縄文時代早期（約7000年前）の集落と貝塚を中心とする複合遺跡。1932年（昭和7年）に発見され、日本の考古学史上、初めて炉穴（煮炊きや燻製造りを行う調理施設）の遺構が検出されたことで注目された。船橋市指定史跡。

## 概要

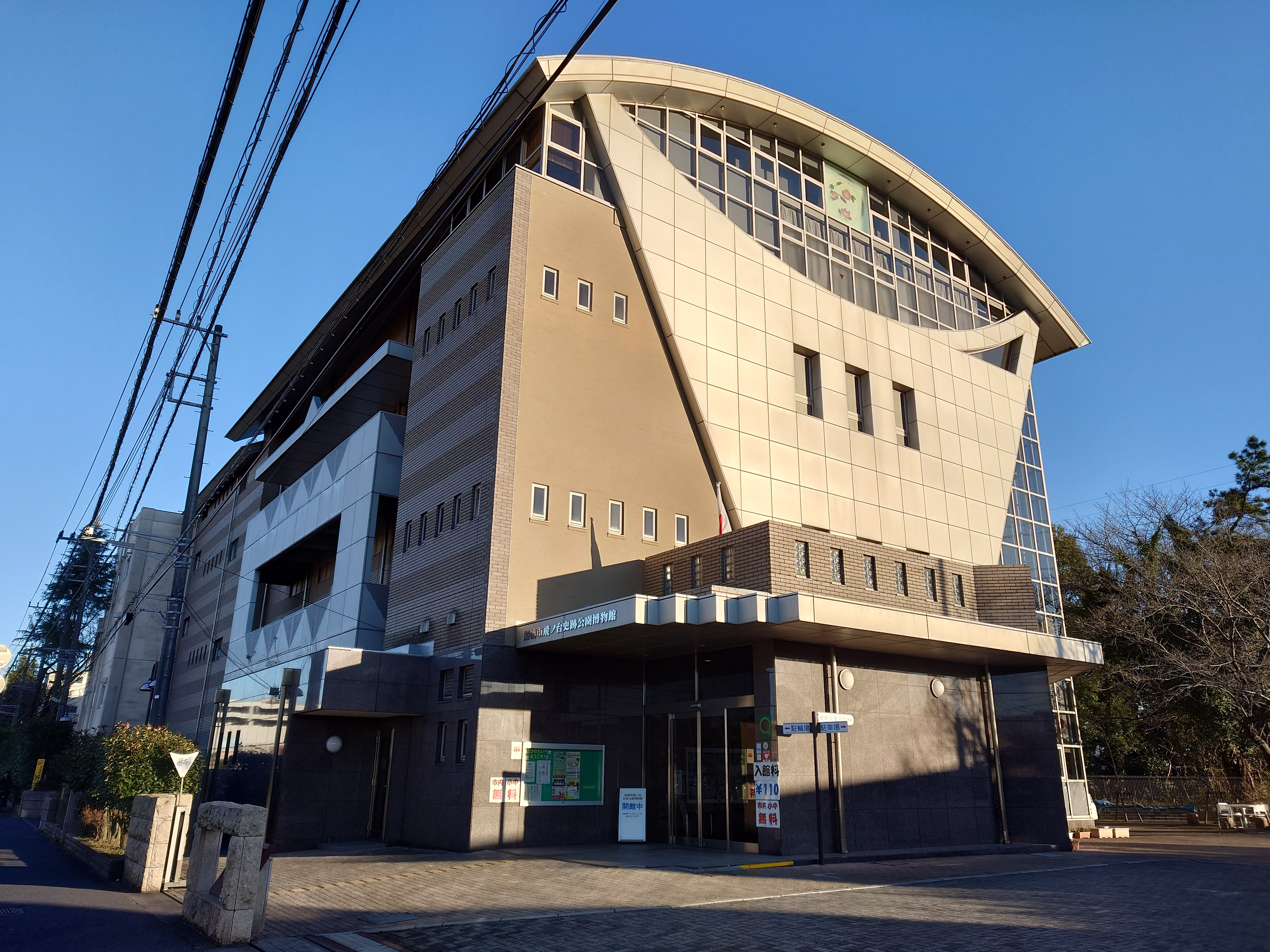
船橋市飛ノ台史跡公園博物館外観。

1977年（昭和52年）から1993年（平成5年）にかけて4度にわたり行われた発掘調査により、縄文時代早期の集落跡のみならず、旧石器時代、古墳時代の遺構・遺物も検出された。
1997年（平成9年）5月16日に船橋市の市指定史跡となり、飛ノ台史跡公園として整備された。また、公園に隣接する船橋市飛ノ台史跡公園博物館には、出土遺物や遺構を再現したジオラマなどが展示されている。